# Прайс, Льюис
Лью́ис Пи́тер Прайс (англ. Lewis Peter Price; 19 июля 1984, Борнмут, Англия) — валлийский футболист, вратарь.

## Карьера
Прайс в раннем детстве вместе с родителями переехал в Уэльс.
Начал карьеру игрока в английском клубе «Ипсвич Таун».
В 2004 году он подписал арендное соглашение с клубом «Кембридж Юнайтед» и сыграл в нём 6 матчей.
В 2007 году перешёл в клуб «Дерби Каунти». В течение следующего года на правах аренды выступал за клуб «Милтон-Кинс Донс». Затем, подписав арендное соглашение, играл в «Лутон Таун» и «Брентфорде». С 2010 года — игрок «Кристал Пэлас».
16 января 2015 года на павах аренды перешёл в «Кроли Таун». Контракт рассчитан до конца сезона.
Прайс выступал за юношескую и молодёжную сборные Уэльса. В национальной сборной дебютировал 17 ноября 2005 года.